# Sint Antonius Ziekenhuis (Sneek)
Het Sint Antonius Ziekenhuis was een rooms-katholiek ziekenhuis, met kapel en klooster, in de Nederlandse stad Sneek.

## Bouw en naamgeving
Het ziekenhuis is gebouwd in 1903 naar een ontwerp van Nicolaas Molenaar sr. In 1994 werd het gesloten en afgebroken, toen het nieuwe gebouw aan de Bolswarderbaan werd betrokken. De naam van het nieuwe ziekenhuis is Antonius Ziekenhuis, waarin het woord Sint, dat refereert aan de Rooms-Katholieke oorsprong van het ziekenhuis, is weggelaten. Een van de stichters van het ziekenhuis is chirurg Gerben Nammens Bouma. Zoals zoveel oude ziekenhuizen stond het aan de rand van het centrum.

### Klooster
Het Sint Antonius was een zogenaamd hospitaalklooster, bewoond door de Liefdezusters van de Heilige Carolus Borromeus. Ook in andere Nederlandse steden werkte deze Maastrichtse zustercongregatie in ziekenhuizen. In het ziekenhuis bevond zich ook grote kloosterkapel. Eerder bevond zich in Sneek een klooster ter ere van Sint-Antonius. Dit gebouw heette het Oude Hospitaalklooster, maar deze werd al in 1400 gesloopt. In Leeuwarden en Bolsward bevonden zich ook Antoniusgasthuizen, maar deze hadden niet de status van klooster.

## Historie
In de periode 1930-1985 is het gebouw flink gegroeid, elk jaar werd er wel (bij)gebouwd. Elk stukje ruimte werd benut, hierbij werd niet altijd gelet op de schoonheid van de gebouwen. Er werd wel gezegd dat er hierbij veel door de gemeente door de vingers werd gezien dat in feite niet was toegestaan.
Vlak voor de Tweede Wereldoorlog werd de eerste nieuwbouwvleugel voor patiënten gerealiseerd, met drie verdiepingen.

### Tweede Wereldoorlog
Tijdens de oorlog verborg het ziekenhuis twee Joodse onderduikers: Georgientje van Voolen en meneer De Bruyn. In de kelder van het ziekenhuis (in de zogenaamde “kopertunnel”) werden daarnaast ook met regelmaat mensen verborgen, bijvoorbeeld ten tijde van razzia's. Stoker Albert Meijer van de Technische Dienst kreeg van directeur Disse de zorg voor deze onderduikers toebedeeld. Hoewel iedereen in het ziekenhuis wist van hun aanwezigheid is dit nooit bij de Duitsers bekend geworden.

### Naoorlogse periode
Op 29 juli 1947 kreeg het ziekenhuis Koninklijk bezoek. Prins Bernhard bracht een bezoek aan het ziekenhuis als onderdeel van zijn werkbezoek aan Friesland. In de jaren vijftig was het "klooster" gereed. Dit diende onder meer ter huisvesting van de nonnen, die er toen werkten. Na hun vertrek werd het omgebouwd tot kantoren en een restaurant. In 1965 kwam naast de oude patiëntenvleugel een nieuw beddenhuis gereed, met vier verdiepingen. Enkele jaren later werd er een vijfde verdieping bijgebouwd. Ook werd van deze periode tot en met de jaren tachtig gewerkt aan de poliklinieken en spoedeisende hulp. Het betrof voornamelijk semibouw.
In de jaren zeventig stond men voor de keuze tussen volledige nieuwbouw elders en/of een grondige verbouwing op de bestaande locatie. De directie had besloten tot vernieuwbouw op de bestaande locatie. De hoofdredenen hiervoor waren de locatie (bij het centrum, vlak bij bus- en treinstation) en dat de rijksoverheid terughoudend was met toestemming en financiële middelen voor een geheel nieuw gebouw buiten de stad. De gemeenteraad was het er niet mee eens, omdat zij twijfelden aan de haalbaarheid van het plan in verband met de huidige locatie en het feit dat het aanzicht van de wijk ingrijpend veranderd zou worden. De raad ging echter toch met tegenzin akkoord omdat er nog steeds geen geld beschikbaar was voor een nieuw ziekenhuis en omdat men ook inzag dat het ziekenhuis met een enorm ruimtegebrek te maken had; het ziekenhuis zou niet goed meer kunnen blijven functioneren als er niet uitgebreid mocht worden.

## Nieuwbouw en sloop
In verband met het beperkte aantal parkeerplaatsen zou achter het ziekenhuis een parkeergarage komen, de (als tijdelijk gebouwde en zwaar verouderde) poliklinieken moesten worden vervangen door een uit meerdere verdiepingen bestaande moderne polikliniek. Verder zou een huizenblok worden afgebroken om zo ruimte te creëren voor een andere nieuwbouwvleugel. Het oude hoofdgebouw zou gemoderniseerd dan wel vervangen worden door een nieuw gebouw. De gemeente stelde als voorwaarde dat de te realiseren gebouwen in overleg met de gemeente ontworpen zouden worden.
Echter, een jaar later kwam het verantwoordelijke ministerie ineens met toestemming voor een geheel nieuw ziekenhuis aan de rand van de stad. Een en ander betekende dat de directie afzag van de oude plannen en werd er besloten om zo snel mogelijk tot een nieuw ziekenhuis te komen, tot groot genoegen van de gemeente overigens. Het zou nog 15 jaar duren voordat het nieuwe ziekenhuis zijn deuren opende.
Na de sluiting werd besloten alle aan- en bijgebouwen te slopen, op het monumentale hoofdgebouw na. Echter onder invloed van de projectontwikkelaar verleenden de lokale autoriteiten toch een vergunning voor sloop van het oude gebouw. Het leegstaande gebouw was doelwit van veel jongeren die in het gebouw rondzwierven. Op 25 juli 1995 werd door spelende kinderen een lijk gevonden in de voormalige keuken van het gebouw. Het was een zwerver die door een overdosis was overleden.